# Alcmeone sinuata
Alcmeone sinuata är en insektsart som beskrevs av Fonseca och Diringshofen 1974. Alcmeone sinuata ingår i släktet Alcmeone och familjen hornstritar. Inga underarter finns listade i Catalogue of Life.